# Concerto per viola e orchestra in re maggiore (Hoffmeister)
Il concerto per viola e orchestra in re maggiore è stato composto da Franz Anton Hoffmeister in data imprecisata, probabilmente antecedente il 1799. Si tratta di uno dei più raffinati concerti per viola del classicismo viennese, molto vicino ai modelli di Mozart e Haydn. Assieme al concerto in re maggiore di Carl Stamitz, è uno dei più conosciuti e più frequentemente eseguiti tra i concerti per viola del periodo classico.

## Movimenti

### Allegro
Il primo movimento è in forma sonata. L'orchestra espone il primo tema, che si articola in due semifrasi di quattro battute ciascuna. Dopo una cadenza a battuta 15, segue un'altra frase nel piano, la quale porta ad un crescendo nello stile di Mannheim che giunge ad una cadenza perfetta a misura 30. Il primo solo, da battuta 35 con il levare precedente, vede la viola riproporre il primo tema, modulando poi alla dominante ed eseguendo poi il secondo tema, in la maggiore, dal terzo movimento di battuta 60.

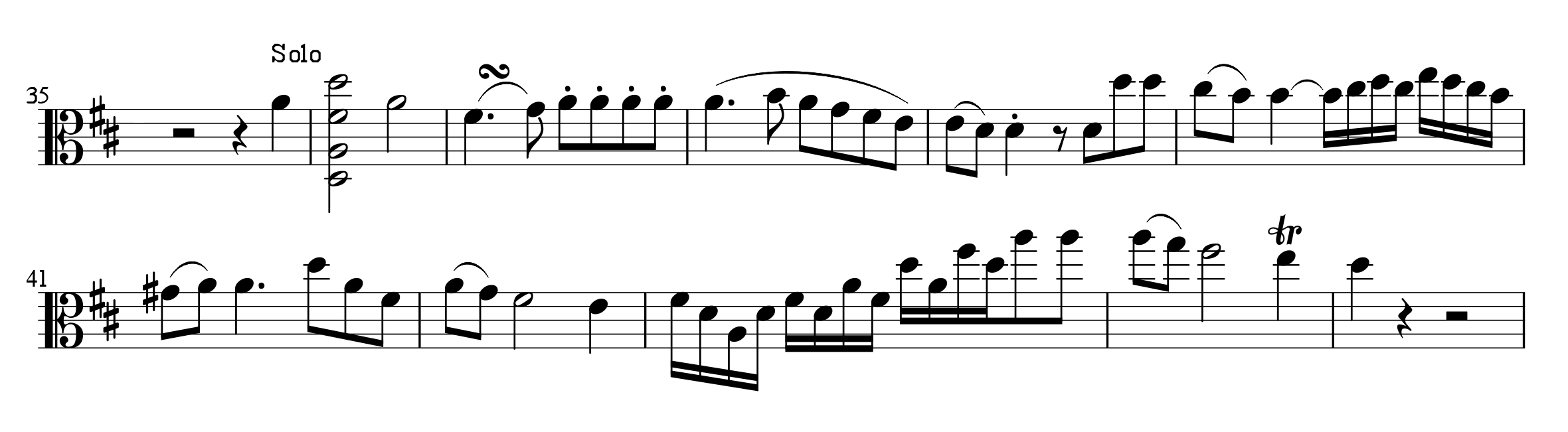
b. 35: primo tema nel solo della viola.

Il secondo tema presenta l'indicazione dolce nella parte del solo ed è anch'esso articolato in due semifrasi di quattro battute. Dopo un breve intervento dell'orchestra, il successivo intervento della viola è un arpeggio di bicordi, ripetuto in eco, seguito da un lungo arpeggio in la maggiore e una cadenza perfetta, che segna il termine dell'esposizione.

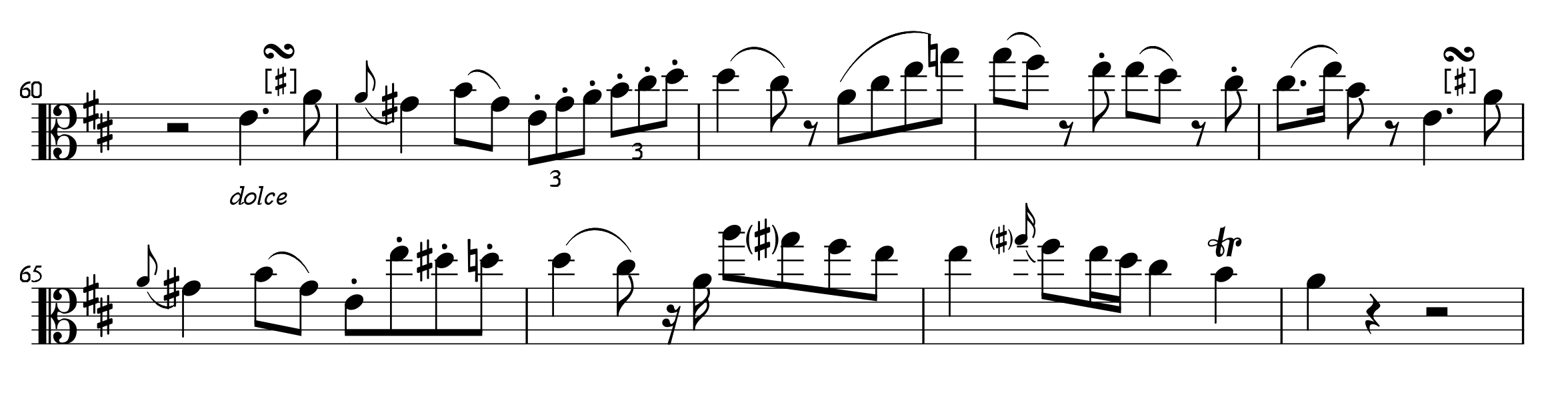
b. 60: secondo tema nel solo della viola.

Segue un interludio dell'orchestra, che riprende il primo tema e materiale del ponte modulante, tutto trasportato alla dominante. A battuta 103 vi è una cesura e segue un piano improvviso con crescendo, sempre in tonalità di dominante e preparando l'ingresso del solo, che avviene a battuta 117 con levare. La viola elabora materiale del primo tema e poi modula in si minore. Il solo della viola in si minore, alle battute 139-147, si ritrova pressoché identico alle battute 55-63 dello studio per viola n. 4 dello stesso Hoffmeister. Dopo una cadenza in si minore della viola, l'orchestra riprende l'inizio del primo tema, trasportato questa volta in si minore, e modula ritornando in tonalità d'impianto, preparando la ripresa del solista a battuta 162 con levare. I due temi vengono riproposti entrambi in tonalità di re maggiore, seguiti da due frasi della viola costituite da arpeggi e scale, ognuna di esse ripetuta in eco. Anche le battute 189-192 della coda si ritrovano nello stesso studio n. 4, in corrispondenza delle battute 125-128. Il tutto si conclude con un arpeggio e trillo su armonia di dominante, con cadenza sulla tonica. L'orchestra esegue un tutti di alcune battute, che porta ad una cadenza sospesa. Dopo la cadenza solistica improvvisata dalla viola, una codetta dell'orchestra conclude il movimento.

### Adagio
L'adagio è in forma binaria (A-B-A', con ripresa del materiale iniziale), in re minore. Il movimento è aperto da un'introduzione dell'orchestra, segue una sezione solistica A, un interludio dell'orchestra e poi i blocchi B e A', ed il movimento si chiude con una coda affidata all'orchestra.
Dopo le prime sei battute d'introduzione dell'orchestra, inizia il blocco A costituito da tre temi. Il solo entra eseguendo il primo tema (bb. 7-13), una frase costituita da tre incisi di due battute ciascuno. Il tema si apre con un arpeggio discendente di re minore e successivamente compare una cellula ritmica in sincope, entrambi elementi ripresi dall'introduzione. Un secondo tema di sei misure (bb. 13-24) modula da re minore a fa maggiore, tonalità del terzo tema (bb. 24-31).
L'orchestra esegue poi un interludio, riprendendo il tema dell'introduzione in fa maggiore e portando all'inizio della seconda sezione, costituita da due temi. Il primo di essi (bb. 38-43) riprende il primo tema di A, arricchito di abbellimenti e con un differente colore conferito dal modo maggiore. Segue un'altra frase di dieci misure che ritorna in re minore e conduce, senza però l'introduzione orchestrale, alla ripresa (b. 53) del primo tema della prima sezione (A), allungato, che porta ad un arpeggio discendente di re minore con appoggiature cromatiche inferiori, trillo e cadenza perfetta. La viola può improvvisare una cadenza solistica a battuta 74. Una coda dell'orchestra conclude il movimento.

### Rondò

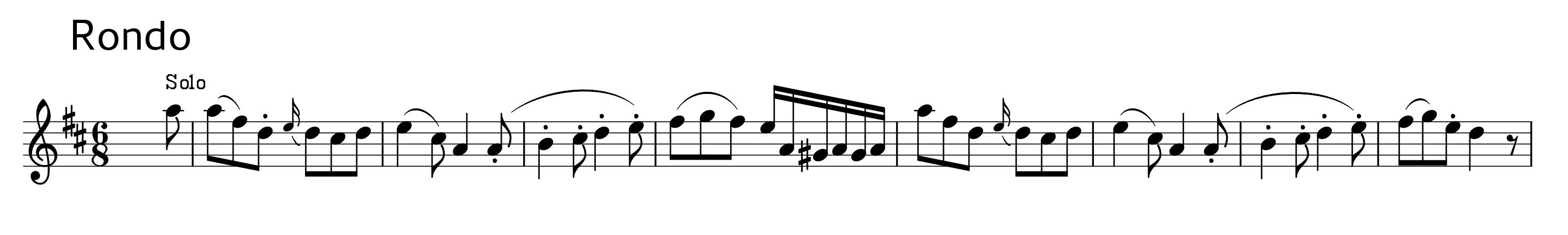
Tema del refrain.

Il terzo movimento è un rondò, scelta consueta nei concerti dell'epoca. Ha la forma A-B-A-C-A-D-A, ed il refrain è una frase formata da due incisi di quattro battute ciascuno. La frase è eseguita dalla viola e poi ripetuta dall'orchestra. Le sezioni solistiche hanno carattere virtuosistico e presentano spesso effetti di eco.
La sezione B presenta due blocchi, caratterizzati da ripetizioni in eco. Modula dalla tonica alla dominante, portando poi al refrain, la cui ripresa può essere introdotta da un eingang improvvisato dalla viola.
La sezione C inizia in si minore, con una frase formata da due semifrasi di quattro battute. Seguono delle frasi virtuosistiche, ripetute in eco, che si spostano in re maggiore, poi alla dominante e di nuovo alla tonica, dando colore al movimento. La sezione si conclude con delle note coronate (sulle quali il solista può improvvisare un eingang) che portano al ritornello.
La sezione D è in re minore e si apre con un tema dalla struttura ternaria (2+2+4 battute). Seguono delle modulazioni in fa maggiore, re minore e poi re maggiore. La sezione culmina con una cadenza sospesa di re minore, sulla quale il solo può ancora una volta improvvisare un eingang. Segue l'ultima ripresa del refrain, affidata all'orchestra.

## Cadenze
Nel XVIII secolo era pratica comune per gli esecutori improvvisare le cadenze, che spesso non venivano scritte dai compositori. Anche nel caso del concerto di Hoffmeister, non si hanno notizie di una cadenza originale del compositore. Nel manoscritto è presente una cadenza dell'epoca per il primo movimento, probabilmente scritta da Joseph Schubert o forse da Anton Schmiedl, entrambi musicisti della cappella di corte di Dresda. La cadenza è scritta in due diverse versioni, una prima più corta ed una seconda più lunga, che differiscono sostanzialmente solo dalla battuta 18 in poi. Le battute 4-11 di tale cadenza fanno riferimento alle misure 110-117 del terzo movimento del concerto in re maggiore di Stamitz, differendo solo per una nota.
Altre cadenze sono state scritte da vari interpreti e sono state pubblicate nelle edizioni a stampa del concerto. Tra le cadenze pubblicate, vi sono quelle di Franz Beyer, Herbert Blendinger, Maurice Vieux, Robert D. Levin e Paul Doktor.

## Fonti

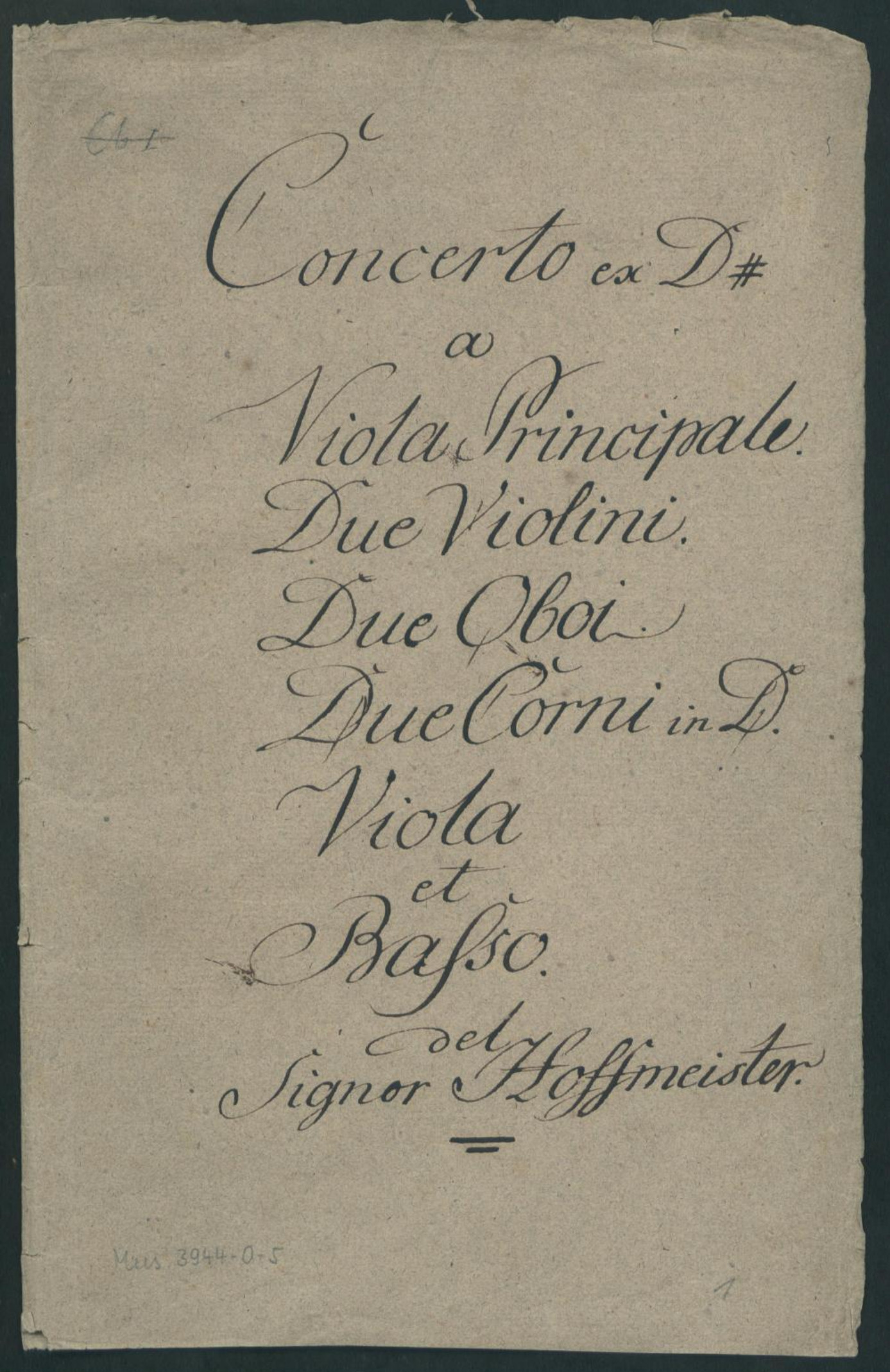
Copertina del set di parti manoscritte conservate presso la Sächsische Landesbibliothek.

Il manoscritto autografo del concerto è andato perduto. L'unica fonte d'epoca a disposizione dei musicologi è un set di parti orchestrali manoscritte, redatto presumibilmente prima del 1799. Tale spartito è stato posseduto da Joseph Schubert, compositore e violista di corte a Dresda, ed è successivamente passato alla Biblioteca reale di Dresda. Attualmente è conservato presso la Sächsische Landesbibliothek (Mus. 3944-0-5 No. 582). Il frontespizio del set di parti riporta il seguente titolo:
Il set di parti è stato redatto da tre diversi copisti. Uno di essi ha redatto le parti del solo, del basso e dei fiati, un secondo copista ha redatto quelle dei restanti archi ed un terzo copista ha realizzato copie aggiuntive delle parti di ripieno, usando una carta differente dagli altri due. Al set si aggiungono alcune parti di accompagnamento di un altro pezzo, un Siciliano che nulla ha a che vedere con il concerto e che probabilmente veniva impiegato come alternativa al secondo movimento. Esse sono state scritte dal terzo copista e presumibilmente sono state aggiunte in un secondo momento alla raccolta di parti. 
La fonte non è molto accurata, presenta diversi errori (alle battute 78 e 79, ad esempio, nell'arpeggio ascendente la parte del solo è addirittura armonicamente incompatibile con l'orchestra) e mancano le articolazioni nelle parti di ripieno. Ciò suggerisce che essa non sia stata prodotta a partire dall'autografo, ma presumibilmente a partire da un'altra copia usata in concerto. La stessa fonte è stata usata in concerto e le parti, soprattutto quella del solo, presentano cancellazioni e correzioni. Nella parte sono riportate a matita diteggiature e indicazioni di fraseggio talvolta discordanti con quelle dei copisti, inserite probabilmente dal musicista autore della cadenza d'epoca.
Dal 1799 il concerto era disponibile (come manoscritto, non come copia a stampa) presso il catalogo del negozio di articoli musicali di Johann Traeg, a Vienna. La prima edizione a stampa (una riduzione per viola e pianoforte) risale al 1941, edita da H. L. Grahl a Francoforte e da Paul Günther a Lipsia. La prima edizione a stampa, confrontata con il manoscritto, presenta omissioni e diverse alterazioni nel fraseggio e nelle indicazioni dinamiche. La prima stampa della partitura completa è stata pubblicata da Kunzelmann nel 1982, a cura di Ulrich Drüner.